# Distichoselinum tenuifolium
Distichoselinum es un género monotípico de planta herbácea perteneciente a la familia Apiaceae. Su única especie: Distichoselinum tenuifolium, es originaria de España.

## Descripción

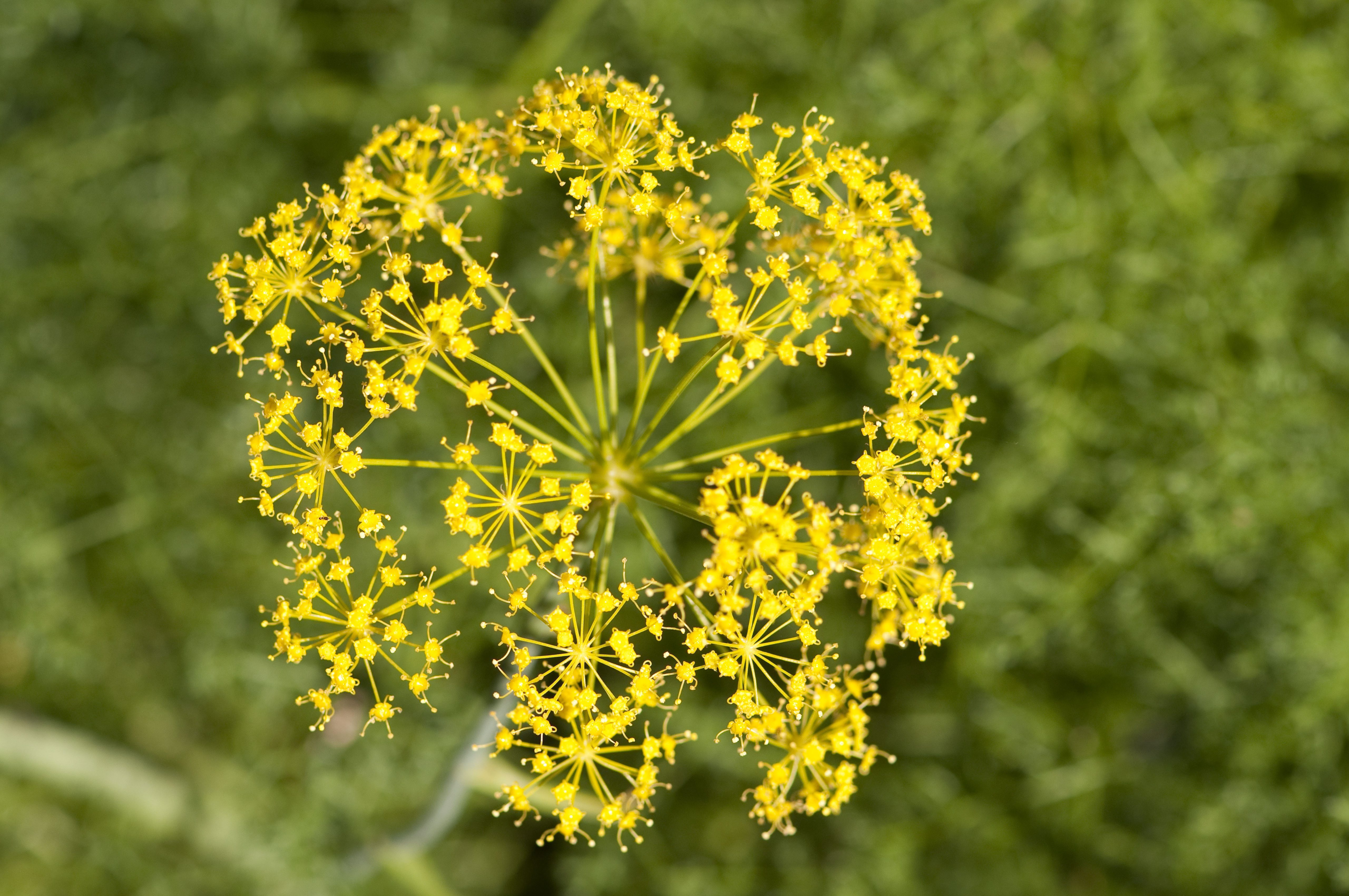
Inflorescencia

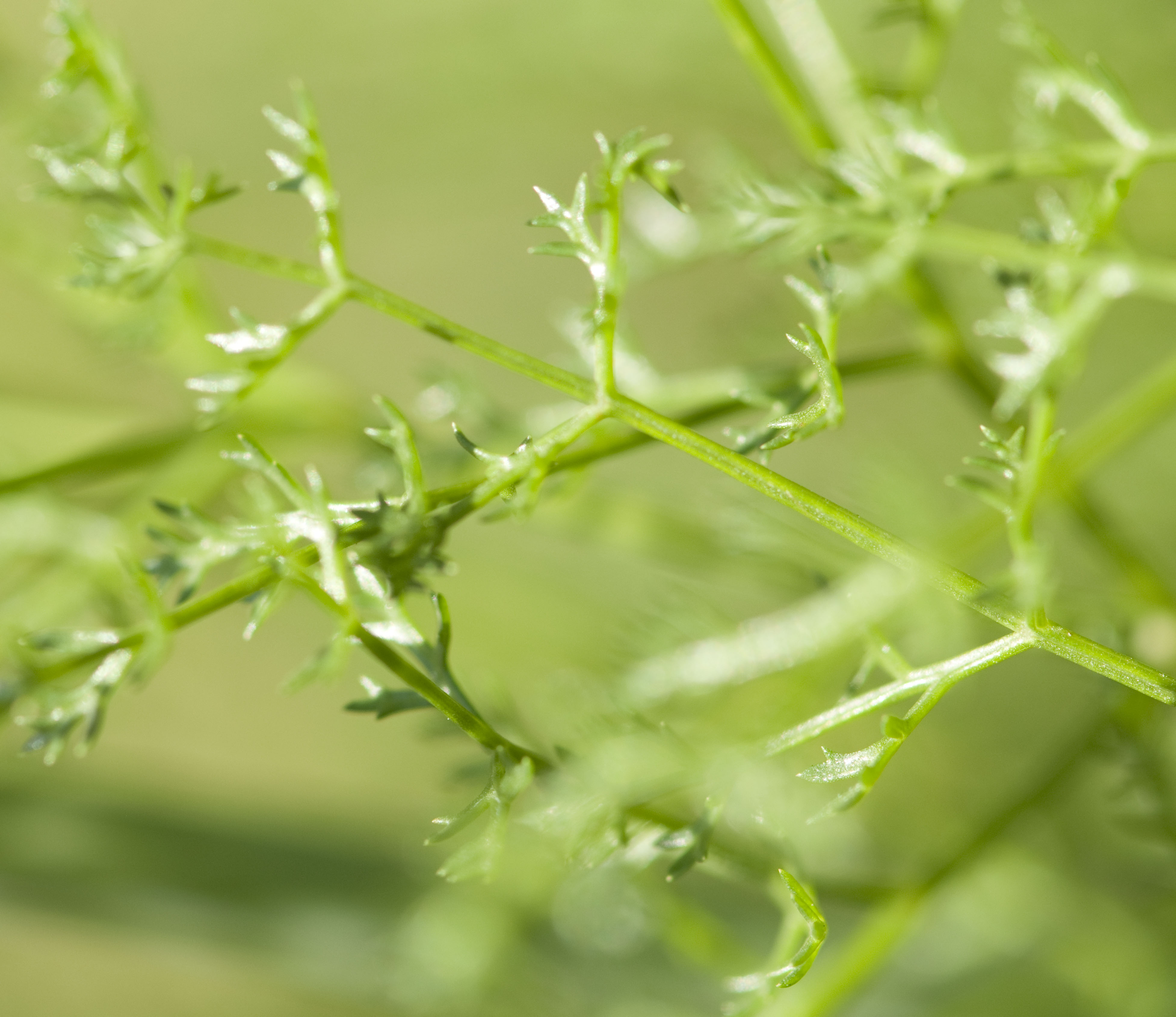
Detalle del tallo.

Es una hierba perennifolia, rizomatosa, totalmente glabra. Tallos hasta de 130 cm de altura. Hojas basales dísticas, (4)5 pinnatisectas, hasta de 55 cm, de contorno ovado, con solo 2 segmentos en la base del limbo, con divisiones de último orden de 1-3(4,5) × 0,2-0,8 mm, lineares o linear-lanceoladas, crasas, canaliculadas, mucronuladas. La inflorescencia en umbela principal con (9)15-30(42) radios hasta de 15 cm en la fructificación. Brácteas 4-12, hasta de 25 mm, iguales, subiguales o muy desiguales, reflejas y persistentes. Bractéolas 6-12, reflejas y persistentes. Cáliz con dientes de 0,5-0,8 × 0,3-0,7 mm. Estilos 1-3,5 mm en la fructificación. Frutos 8-18 × 2-4 mm (excluidas las alas); mericarpos con las costillas secundarias prolongadas en alas de un amarillo dorado, las dorsales hasta de 2,6 mm de anchura y las laterales hasta de 3,2 mm. Tiene un número de cromosomas de 2n = 22; n = 11.

## Distribución y hábitat
Se encuentra en matorrales muy degradados, sobre calizas, margas, areniscas básicas y yesos, donde es frecuente en bordes de cultivos, en el S y E de la península ibérica.

## Taxonomía
Distichoselinum tenuifolium fue descrita por  (Lag.) García-Martín & Silvestre y publicado en Lagascalia 12: 101. 1983.
Citología
Número de cromosomas de Distichoselinum tenuifolium (Fam. Umbelliferae) y táxones infraespecíficos: n=11; 2n=22
Sinonimia
- Elaeoselinum lagascae Boiss.
- Elaeoselinum tenuifolium (Lag.) Lange
- Thapsia tenuifolia Lag.[4]

## Nombres comunes
- Castellano: canaleja, cañaejas, cañeja, hinojo bravío, hinojo de espolón, hinojo marino, hinojo moruno (2), perejilillo, tarraga (2), tárraga, tárrago.(el número entre paréntesis indica las especies que tienen el mismo nombre en España)[5]